# Jesús Armando Arias Cabrales
Jesús Armando Arias Cabrales (Lourdes, 30 de agosto de 1936) es un oficial del ejército colombiano retirado, político, diplomático y educador colombiano.
Fue comandante del Ejército Nacional de Colombia. Como comandante de la XIII Brigada del Ejército Nacional, lideró la retoma del Palacio de Justicia el 6 y 7 de noviembre de 1985, tomado por guerrilleros del Movimiento 19 de abril (M-19), condenado años después por la desaparición de 11 personas en la operación militar de retoma.

## Trayectoria militar
Arias Cabrales ejerció como comandante de la I brigada del Ejército Nacional ubicada en Santa Marta, entre 1982 y 1983. Luego asumió el comando de la IX brigada en Neiva y posteriormente asumió la XIII brigada con sede en Bogotá. Pasó a ser subjefe de Estado Mayor Conjunto e inspector general de las Fuerzas Militares. Ejerció como agregado militar de la embajada de Colombia en Estados Unidos y luego como director de la Escuela Superior de Guerra. En junio de 1988 fue nombrado por el gobierno nacional como Jefe Militar de Urabá, unidad especial que había sido creada meses antes y que estaba a cargo del mayor general Fernando Gómez Barros.

### Comandante del Ejército
En 1989 fue nombrado el general Arias como comandante del Ejército Nacional, cargo en el que activó el batallón de infantería 19 general Joaquín París Ricaurte en San José del Guaviare. Cuando era rutinario el cambio de cúpula militar con la posesión de un nuevo gobierno, sorpresivamente Arias fue removido del cargo el 15 de junio de 1990, seis semanas antes de la entrega del poder del presidente Virgilio Barco al electo César Gaviria. Ya en uso de buen retiro, el 10 de octubre de 1990 asumió la rectoría de la Universidad Militar Nueva Granada, cargo que ejerció hasta 1995, reemplazándolo el general Manuel Sanmiguel Buenaventura.

## Toma del Palacio de Justicia
La toma del Palacio de Justicia fue un asalto terrorista perpetrado en Bogotá, Colombia, el miércoles 6 de noviembre de 1985 por un comando de guerrilleros del Movimiento 19 de abril (M-19) al Palacio de Justicia ubicado en el costado norte de la plaza de Bolívar, frente a la sede del Congreso y a una cuadra de la Casa de Nariño, la residencia presidencial. El M-19 mantuvo a cerca de 350 rehenes entre magistrados, consejeros de Estado, servidores judiciales, empleados y visitantes del Palacio de Justicia. Dicha incursión fue seguida de la reacción de la Policía Nacional y el Ejército Nacional, rodeando el edificio e iniciando una operación de retoma del mismo que se extendió hasta el jueves 7 de noviembre de 1985.
Los hechos culminaron 28 horas después. dejando un saldo de 101 muertos, entre ellos 11 magistrados. 11 personas más también fueron consideradas como desaparecidas al no conocerse su paradero; número que se reduciría a 6 después de que la Fiscalía General de la Nación anunció en el 2000 que el cadáver de Ana Rosa Castiblanco, empleada de la cafetería que se encontraba desaparecida, fue hallado en una fosa común; el 17 de octubre de 2015 el Instituto de Medicina Legal anunció la identificación de los restos de Cristina del Pilar Guarín Cortés, Lucy Amparo Oviedo y Luz Mary Portela. En 2017 se anunció que la Fiscalía General de la Nación identificó plenamente los restos del magistrado auxiliar Emiro Sandoval.
Autores como el entonces ministro de gobierno Jaime Castro la califican como el acto de terrorismo político más grande que ha tenido Colombia en su historia. La toma y retoma han sido calificadas como una masacre por la Comisión Interamericana de Derechos Humanos (CIDH). De igual manera se ha catalogado como holocausto a los hechos ocurridos.

### Desaparición de la guerrillera Irma Franco
Irma salió viva, junto a su compañera Clara Helena Enciso, camufladas entre un grupo de rehenes que habían sido liberados. Mientras salían, un militar identificó a Irma al decir "Arresten a esa", según el testimonio de Clara. Clara, al ver el arresto de Irma, se desmayó. Irma falleció el 7 de noviembre de 1985, a causa de desaparición forzada.  Según testimonios, Irma Franco fue llevada a la Casa del Florero para ser identificada. Luego conducida en una camioneta color marrón, acomodada para interrogatorios, al parecer, a la Escuela de Caballería. Según testigos, Irma confesó que era guerrillera y que había participado en la toma del palacio. En la Casa del Florero, Franco fue llevada al segundo piso donde la retuvieron hasta las 8:30 p. m. (UTC-5). Después fue llevada a las instalaciones del Comando Operativo de Inteligencia y Contrainteligencia (COICI), a cargo del coronel Iván Ramírez Quintero, en el barrio San Cristóbal. Franco fue torturada e interrogada dentro de una van de color café. Al final de la sesión se presume que la mataron o murió. El cuerpo de Franco fue enterrado en los polígonos del batallón Charry Solano. Según un testigo no identificado, los responsables de la muerte de Franco fueron un sargento de apellidos Garzón Garzón, el capitán Camilo Pulecio Tovar, el teniente Germán Medina Lobo y los sargentos Gustavo Serrato y Gustavo Arévalo, los cuales habrían sido condecorados por dichas acciones el 8 de noviembre de 1985. En 1995 fue condenada la Nación a pagarle 50 millones de pesos de la época a sus familiares por su desaparición.

## Proceso judicial y condena
En septiembre de 1990, la Procuraduría General de la Nación lo destituyó por violaciones al Derecho Internacional Humanitario durante las operaciones bajo su mando; dicha sanción fue anulada por el Tribunal Superior de Cundinamarca en el 2001; en 2005 el Consejo de Estado declaró nulo el decreto de destitución.
La Corte Suprema de Justicia de Colombia confirma en condena de 35 años contra el general Arias Cabrales por las acciones sucedidas en la Retoma del Palacio de Justicia el 6 y 7 de noviembre de 1985. Arias fue condenado por la desaparición de varios rehenes que salieron vivos del palacio y de la guerrillera Irma Franco.
En mayo de 2020, fue dejado en libertad condicional tras someterse a la Jurisdicción Especial de Paz (JEP).
En 2023, el gobierno de Estados Unidos le prohibió la entrada a ese país a Arias Cabrales,  su esposa Martha Paulina Isaza de Arias y a sus hijos Francisco Armando Arias Isaza y Martha Lucia Arias Isaza.
Para 2024 le fueron retiradas las condecoraciones otorgadas por parte del gobierno nacional.